# Municipalitate
Municipalitatea reprezintă totalitatea organelor de conducere și de administrație a unui municipiu. Aceasta include primarul, consiliul municipal și alte organe de conducere dacă acestea există.
Un echivalent pentru acest termen este inexistent într-o serie de limbi străine, în locul său utilizându-se, uneori, același termen care desemnează și un municipiu în limba română.
În limba spaniolă există un termen echivalent, municipalidad (pronunție în spaniolă [munisipaliˈðað]), care este utilizat în acest scop într-o serie de țări hispanofone din America Latină cum ar fi Argentina, Chile, Costa Rica, Ecuador, Guatemala, Columbia, Paraguay, Peru și Puerto Rico.